# Oskar Enkvist
Oskar Enkvist, (in russo: Оскар Адольфович Энквист) (28 ottobre 1849 – Kronštadt, 3 marzo 1912), è stato un ammiraglio russo, noto per il ruolo ricoperto durante la guerra russo-giapponese del 1904-1905.

## Biografia
Di origine svedese, Enkvist era compagno di classe del futuro ammiraglio Nikolaj Nebogatov presso l'accademia navale di San Pietroburgo nel 1866; si diplomò guardiamarina nel 1869 e fu promosso a sottufficiale nel 1871.
Servì nella Flotta russa del Baltico (1871-1874), ricevendo la promozione a tenente il 30 agosto 1874. Dal 15 giugno 1884 al 24 ottobre 1886 era un ufficiale sulla cannoniera Sivuch sul quale condusse una spedizione in Estremo Oriente. Il 13 aprile 1886 fu promosso a tenente comandante.
Il 28 ottobre 1887 tornò in Russia. Il 9 aprile 1888 fu trasferito sull'incrociatore Pamiat Azova come ufficiale esecutivo, col quale fece un secondo viaggio in Estremo Oriente (1890-1891). A bordo era presente lo zarevic Nicola, durante il suo viaggio in Asia.
Dal 25 maggio 1891 al 21 settembre 1893 comandò la cannoniera Bobr e supervisionò gli studi idrologici al largo delle coste della Corea; durante il viaggio, il 6 dicembre 1894, fu promosso al grado di capitano.
Al suo ritorno, il 5 giugno 1895, Enkvist ricevette il comando dell'incrociatore d'addestramento Gerzog Edinburgski, che detenne fino al 7 giugno 1899.
Il 6 dicembre 1901 fu promosso a contrammiraglio. Con questo grado divenne comandante del porto e della città di Mykolaïv (9 settembre 1902-26 aprile 1904).
Durante la guerra russo-giapponese, in gran parte per il sostegno politico del cugino Fëdor Karlovič Avelan, ricevette il comando della 1ª Divisione incrociatori della 2ª Squadra del Pacifico, nonostante altri alti ufficiali vantassero un'anzianità di servizio maggiore. Scelse come propria nave ammiraglia il nuovo incrociatore Oleg. Il viceammiraglio Zinovij Petrovič Rožestvenskij, comandante della 2ª Squadra del Pacifico, lo considerava un opportunista politico, e rifiutò di conferigli un comando indipendente; lo costrinse invece a fare rotta col grosso della squadra attorno all'estremità meridionale dell'Africa.
Durante la battaglia di Tsushima, al fine di evitare la cattura o la distruzione da parte della Marina imperiale giapponese, Enkvist annunciò ai suoi ufficiali al termine della prima giornata della battaglia che aveva deciso di fuggire piuttosto che continuare la battaglia o tentare di raggiungere Vladivostok. Nonostante le obiezioni dei suoi ufficiali, Enkvist ordinò alla Oleg di fare rotta verso sud, insieme all'Aurora e alla Zhemchug per raggiungere il porto neutrale di Manila, dove lui e la sua divisione furono internati dagli statunitensi sino alla fine della guerra
Ritornato in Russia, lasciò la marina nel 1907 col grado di viceammiraglio e morì a Kronštadt il 3 marzo 1912.